# Smedstugorna

Smedstugorna är tre mycket välbevarade så kallade smedstugor från slutet av 1700-talet placerade på Turbinhusön mitt i Tidaholm.
Smedstugornas har flyttats till Turbinhusön från sin tidigare placering på Smedjegatan. De är inredda i så kallad "sekelskiftesstil" och visar en boendemiljö för arbetare vid Tidaholms bruk. 